# Неонуар
Неонуар (нео — з дав.-гр. νέος — «новий»; нуар — з фр. noir — «чорний») — жанр фільму, в якому чітко використовуються елементи нуару (похилі ракурси, перекіс композицій сцен, взаємодія між темрявою і світлом; загальні мотиви: злочин і покарання, переворот традиційних моральних цінностей, песимістична позиція про значення життя і про місце людства у Всесвіті), але з новими темами, змістом, стилів і візуальних елементів, відсутніх у фільмах нуар сорокових і п'ятдесятих років двадцятого століття.
Нео-нуар, порівняно з класичним нуаром є дещо розпливчастим жанром фільмів. Основними тематиками фільмів нео-нуару є вина, спокута, суть людської природи, проблеми пізнання, пам'ять та ідентичність. У нео-нуарному всесвіті лінії між добром і злом, правильним і неправильним розмиті, а детектив і кримінал часто віддзеркалюють один одного. Нео-нуарний детектив — часто людина морально скомпрометована і духовно вражена. Нео-нуар передає неоднозначність, розчарування і дезорієнтацію деколи більш ефектно та ефективно, ніж класичний фільм-нуар, оскільки нео-нуар, спираючись на звичаї нуарного жанру, водночас може підірвати їх, виходити за їх межі жанрових обмежень і відкривати нові шляхи кінематографічної та філософської розвідки[джерело?].

## Приклади нео-нуарних фільмів
- Той, хто біжить по лезу (1982)[1]
- Мовчання ягнят (1991)[1]
- Звичайні підозрювані (1995)[2][1]
- Сім (1995)[1]
- Таємниці Лос-Анджелеса (1997)[2][1]
- Темне місто (1998)[1]
- Цілком таємно (1998)[2]
- Бійцівський клуб (1999)[1]
- Пам'ятай (2000)[3][2][1]
- Малголленд-Драйв (2001)[1]
- Тренувальний день (2001)[4]
- Безсоння (2002)[1]
- Співучасник (2004)[1]
- Цеглина (2005)[3]
- Бетмен: Початок (2005)[4]
- Не впіймали - не злодій (2006)[3]
- Зодіак (2007)[1]
- Старим тут не місце (2007)[1]
- Темний лицар (2008)[4]
- Острів проклятих (2010)[1][2]
- Початок (2010)[5]
- Драйв (2011)[6][7]
- Темний лицар повертається (2012)[8]
- Той, хто біжить по лезу 2049 (2017)[9]

Телесеріали
- «Простір» (англ. The Expanse; 2015—2022)[10]
- «Каприка» (англ. Caprica; 2010—2011)[11]